# Салантайский региональный парк
Салантайский региональный парк (лит. Salantų regioninis parkas) — расположен в Кретингском, Скуодасском и Плунгеском районах Литвы. 4 Его площадь — 136,3 км².
На территории парка находится, например, Салантайский городской парк — бывший парк поместья Салантай, один из крупнейших в Кретингском районе. Он основан на живописном берегу реки Салантас и ценится своим биологическим разнообразием.
Также на территории парка, у реки Бартува, располагается Моседис — один из старейших городков Жемайтии, который ещё называют «Столица камней».